# Taurotagus klugii
Taurotagus klugii là một loài bọ cánh cứng trong họ Cerambycidae.